# Zopherus jansoni
Zopherus jansoni es una especie de coleóptero de la familia Zopheridae.

## Distribución geográfica
Habita en América Central.